# Antigenpräsentierende Zelle

Die antigenpräsentierende Zelle stimuliert unreife T-Zellen, entweder zytotoxische T-Zellen mit CD8-Rezeptor oder T-Helferzellen mit CD4-Rezeptor zu werden

Antigenpräsentierende Zellen ermöglichen die Erkennung von Pathogenen wie Krankheitserregern oder krankhaft veränderten Zellen in einem Organismus (Tumorzellen) und leiten deren Beseitigung durch eine zelluläre Immunantwort ein, indem sie T-Zellen (T-Lymphozyten) aktivieren.

## Eigenschaften
Alle zellkernhaltigen Körperzellen haben die Fähigkeit zur Antigenpräsentation über MHC-I. Daneben weisen die sogenannten „professionellen“ antigenpräsentierenden Zellen des Immunsystems sowohl MHC-I als auch MHC-II auf: dendritische Zellen, Monozyten, Makrophagen und B-Lymphozyten. Daneben werden Membranproteine (auf Zelloberflächen) und sezernierte Proteine ohne MHC-Präsentation als B-Zell-Antigene erkannt.

## Professionelle antigenpräsentierende Zellen
„Professionell“ bedeutet hierbei, dass Antigenpräsentation eine wesentliche Funktion dieser Zellen darstellt und dass nur sie eine Aktivierung von T-Lymphozyten auslösen können, die zuvor noch nicht mit dem entsprechenden Antigen in Kontakt gekommen sind. Die Antigenpräsentation läuft in diesem Fall über sogenannte MHC-Klasse-II ab. Im Gegensatz dazu präsentieren die meisten anderen Körperzellen Antigene über MHC-Klasse-I, womit sie im Falle einer Infektion oder tumorartigen Veränderung vom Immunsystem als pathogen erkannt werden.

### Dendritische Zellen
Dendritische Zellen verfügen über ein großes Repertoire an Molekülen, die eine Aktivierung von T-Lymphozyten auslösen und beeinflussen können. Dies verleiht ihnen in besonderem Maße die Fähigkeit, eine schnelle und wirkungsvolle Immunantwort gegen eingedrungene Krankheitserreger in Gang zu setzen, vor allem wenn es sich um eine erstmalige Infektion handelt. Da sie zusätzlich vielfältige entzündliche Signale aus dem umgebenden Gewebe wahrnehmen und an T-Lymphozyten weiterleiten können, beeinflussen sie entscheidend, ob die sich entwickelnde Immunreaktion einen humoralen oder zellvermittelten Verlauf nimmt.
Dendritische Zellen kommen in allen Körpergeweben vor. Im so genannten unreifen Zustand nehmen sie konstant Antigen in unterschiedlichen Formen auf: abgestorbene Zellen über Phagozytose, in der Körperflüssigkeit enthaltene Moleküle über Pinozytose und gezielt ausgewählte Substanzen über rezeptorvermittelte Endozytose. Eine Infektion und die damit verbundene entzündliche Reaktion lösen einen Reifeprozess bei Dendritischen Zellen aus, in dessen Verlauf sie die Fähigkeit zur Aufnahme von neuem Antigen verlieren. Das bereits aufgenommene Antigen wird nun jedoch wirkungsvoll und in großer Dichte auf der Zelloberfläche präsentiert. Während einer Entzündung wirken vielerlei Signale auf die dendritischen Zellen ein, seien es bakterielle Substanzen oder vom Gewebe freigesetzte entzündliche Botenstoffe. Diese regen dendritische Zellen zur Produktion von weiteren Faktoren an, so dass das präsentierte Antigen in ein komplexes Muster von aktivierenden und hemmenden Signalen eingebunden wird, welches eine genaue Anpassung der Immunantwort an die vorgefundene Infektion ermöglicht. Mit Beginn der Reifung wandern dendritische Zellen aus den Körpergeweben in das nächstgelegene lymphatische Organ, in dem es zu einem Kontakt mit T-Lymphozyten kommt. Erkennt ein T-Lymphozyt mit seinem T-Zell-Rezeptor das präsentierte Antigen, kommt es zu einer festen und lang anhaltenden Bindung an die Dendritische Zelle und zu einem vielfältigen Signalaustausch, der sicherstellt, dass die nun folgende Immunantwort die aufgetretene Infektion so effizient wie möglich beseitigen kann.

### Monozyten und Makrophagen
Makrophagen und ihre zelluläre Vorstufe, die Monozyten, beseitigen beschädigtes Gewebe und phagozytieren eingedrungene Erreger. Das dabei aufgenommene Antigen wird dann direkt im gleichen Gewebe präsentiert, die Zellen wandern in der Regel nicht in lymphatische Organe aus. Da die in den Geweben vorkommenden T-Lymphozyten meist schon einmal Kontakt mit Antigen hatten, sind Makrophagen vor allem an der Aufrechterhaltung einer bereits angelaufenen Immunreaktion oder an der Abwehr von Infektionen mit einem bereits bekannten Erreger beteiligt. Einen einzigartigen Typ phagozitierender Zellen stellen die Mikrogliazellen des Zentralnervensystems dar, deren Besonderheit es ist, dass es sich bei ihnen sowohl um Gliazellen des Nervengewebes als auch um mononukleäre Phagozyten handelt.

### B-Lymphozyten
B-Lymphozyten nehmen Antigene über rezeptorvermittelte Endozytose mit Hilfe ihres B-Zell-Rezeptors auf. Wird das so aufgenommene und anschließend präsentierte Antigen von T-Lymphozyten erkannt, erfolgt eine gegenseitige Aktivierung von B- und T-Lymphozyten.
B-Lymphozyten schütten daraufhin entweder große Mengen an Antikörpern aus, die an das gleiche Antigen binden wie der B-Zell-Rezeptor, oder sie verändern ihre Antikörper nach dem Zufallsprinzip, so dass einige Zellen Antikörper mit erhöhter Wirksamkeit bilden können. Die Antigenpräsentation durch B-Zellen dient also vor allem der Steuerung der eigenen Antikörperproduktion.